# Françoise Javet
Françoise Javet (* 17. Januar 1922 in Paris; † 25. Februar 2008 in Colombes; eigentlich Françoise Adrienne Jeanne Seeligmann, später Françoise Seeligmann-Javet, auch bekannt als Françoise Javet-Frédérix) war eine französische Filmeditorin.

## Leben
Françoise Javet kam 1922 als Tochter von Théodore Seeligmann und Elise Salomons in Paris zur Welt. Durch Adoption von Alexandre Javet erhielt sie später dessen Nachnamen. Anfang der 1950er Jahre begann sie ihre berufliche Laufbahn beim Film als Schnittassistentin von Yves Ciampis Chefarzt Dr. Delius (1951) und René Cléments Kriegsdrama Verbotene Spiele (1952). Bei Cléments Liebling der Frauen mit Gérard Philipe in der Titelrolle kam Javet erstmals als eigenständige Filmeditorin zum Einsatz. Es folgten Aufträge für Filme wie Ein ganzes Leben (1955) mit der jungen Jeanne Moreau und Wenn Louis eine Reise tut (1958) mit Louis de Funès. Erneut mit Regisseur René Clément arbeitete sie an dem Thriller Nur die Sonne war Zeuge (1960), mit dem Alain Delon in der Rolle des skrupellosen Tom Ripley seinen internationalen Durchbruch schaffte.
Daraufhin war Javet für den Schnitt von Sidney Lumets Blick von der Brücke (1962) und Peter Glenvilles Die Stunde der Komödianten (1967) zuständig. Neben Clément arbeitete sie auch mehrfach mit Regisseur Philippe de Broca zusammen, wie bei Abenteuer in Rio (1964) mit Jean-Paul Belmondo. Ein weiterer großer Erfolg in ihrer Karriere war Endstation Schafott (1973), ein filmischer Appell gegen die in Frankreich seinerzeit noch nicht abgeschaffte Todesstrafe mit Delon und Jean Gabin in den Hauptrollen. Für den Polizeifilm La Balance – Der Verrat (1982) erhielt Javet eine Nominierung für den César in der Kategorie Bester Schnitt, unterlag jedoch Noëlle Boisson. Zuletzt war sie 1988 als Editorin tätig.
Javet war zunächst mit Pierre van Ryswyck verheiratet, ab 1941 bis zu dessen Tod im Jahr 2004 mit dem Filmarchitekten Marc Frédérix. Sie selbst starb 2008 im Alter von 86 Jahren unweit von Paris.

## Filmografie (Auswahl)
- 1954: Liebling der Frauen (Monsieur Ripois)
- 1955: Ein ganzes Leben (Les Hommes en blanc)
- 1955: Rote Lippen – blaue Bohnen (Vous pigez?)
- 1956: Blues – Liebe, Mord und Eifersucht (L’Inspecteur connaît la musique)
- 1956: Für Männer verboten (Club de femmes)
- 1958: Wenn Louis eine Reise tut (Taxi, roulotte et corrida)
- 1960: Nur die Sonne war Zeuge (Plein soleil)
- 1962: Blick von der Brücke (Vu du pont)
- 1962: In der Hand eines Stärkeren (Et Satan conduit le bal)
- 1962: Wir fahren nach Deauville (Nous irons à Deauville)
- 1963: Ein König allein (Un roi sans divertissement)
- 1964: Abenteuer in Rio (L’Homme de Rio)
- 1964: Ich war eine männliche Sexbombe (Un monsieur de compagnie)
- 1965: Die tollen Abenteuer des Monsieur L. (Les Tribulations d’un Chinois en Chine)
- 1966: Herzkönig (Le Roi de cœur)
- 1967: Die Stunde der Komödianten (The Comedians)
- 1969: Pack den Tiger schnell am Schwanz (Le Diable par la queue)
- 1970: Der aus dem Regen kam (Le Passager de la pluie)
- 1971: Das Haus unter den Bäumen (La Maison sous les arbres)
- 1972: Der Mann aus Marseille (La Scoumoune)
- 1973: Endstation Schafott (Deux hommes dans la ville)
- 1974: Die Gaspards (Les Gaspard)
- 1978: Ein verrücktes Huhn (Tendre poulet)
- 1978: Molière
- 1982: La Balance – Der Verrat (La Balance)
- 1986: La Gitane – Nichts als Ärger mit den Frauen (La Gitane)

## Auszeichnungen
- 1983: Nominierung für den César in der Kategorie Bester Schnitt für La Balance – Der Verrat